# Nazionale maschile di rugby a 15 del Qatar
La nazionale di rugby XV del Qatar rappresenta il Qatar nel rugby a 15 in ambito internazionale.

Gli atleti del Qatar hanno fatto parte della Selezione del Golfo Persico in passato.